# YA-KYIM
YA-KYIM（ヤキーム）は、日本の女性R&B／ヒップホップ・ユニットである。

## メンバー
- ALISA（本名：柿沼亜里沙）（メインボーカル、1986年7月23日 - ）
- MIKU（本名：山崎未来）（MC、1986年10月25日 - ）
- YURIE（本名：石川友里恵）（ボーカル、1987年5月7日 - ）

## 来歴
ALISA、MIKU、YURIEの3人は幼い頃からの友人だった。1999年に日本で最大のヒップホップイベントB BOY PARKにダンサーとして参加したことが、彼女たちのパフォーマーとしての活動の始まりだった。1999～2001年までパフォーマーグループPRECOCIのメンバーとして活動し、同グループ解散後の2002年に公式にYA-KYIMとなり活動開始。同年、ライヴパフォーマーとしてB BOY PARKの舞台に戻った。
2005年、ビクターエンタテインメントよりデビュー。2008年5月にReal Noteへ移籍後第1弾『Super☆Looper』をリリース。絢香、Superflyに続くReal Noteの第3弾アーティストとしてデビューした。
キャリアの当初、YA-KYIMはB-ガールによって大衆化されたストリートファッションを身にまとい、しばしば斜め被りの帽子やだぶついた大きな服でミュージックビデオに出演した。しかし、「beauty × beauty」をリリースするころには、彼女たちは自身の成長に合わせて、より成年女性的なスタイルへと大幅な変更を行なった。2007年11月、YA-KYIMはTrey Songzの楽曲「Can't Help But Wait」のカバーバージョンを発表した。彼女たちの公式ウェブサイトはこれを原曲へのアンサーソングと記している。
2012年11月22日、Ustream「YA-KYIM.TV」で人生の方向性の違いを理由に2012年12月末をもって解散発表。12月22日、渋谷Gladにてラストライブ「YA-YA-YA the final ～YA-KYIM LAST LIVE～」を開催し、同31日に解散した。

## ディスコグラフィー

### シングル
| 発売日         | タイトル                                              | 規格品番              | 順位  | 備考         |
| -------------- | ----------------------------------------------------- | --------------------- | ----- | ------------ |
| 2005年4月20日  | Clap'n Clap                                           | VICL-35784            |       | CD-EXTRA仕様 |
| 2005年8月3日   | Happy the globe                                       | VICL-35849            |       |              |
| 2005年12月7日  | Elec-Trick                                            | VICL-35924            | 135位 |              |
| 2006年11月1日  | beauty × beauty                                       | VIZL-211 VICL-36179   | 65位  |              |
| 2007年2月7日   | Superstar                                             | VICL-36201            | 155位 |              |
| 2008年5月28日  | Super☆Looper／"新"呼吸                                | WPZL-30086 WPCL-10478 | 36位  |              |
| 2008年12月3日  | 君がいるだけで／さぁ行こう! - "RESPECT" 4 tracks E.P- | WPZL-30100 WPCL-10618 | 50位  |              |
| 2009年7月8日   | たぶんきっと／HAPPY FACE (love ver.)                  | WPZL-30128 WPCL-10688 | 54位  |              |
| 2010年11月24日 | BAKUROCK 〜未来の輪郭線〜                             | WPZL-30225 WPCL-10872 | 105位 |              |

### アルバム
| 発売日        | タイトル             | 規格品番              | 順位  | 備考         |
| ------------- | -------------------- | --------------------- | ----- | ------------ |
| 2006年1月11日 | STILL ONLY ONE       | VICL-61829            | 30位  | 期間限定盤   |
| 2006年3月8日  | STILL ONLY ONE       | VICL-61872            |       | 通常盤       |
| 2006年8月2日  | Keep YA Style        | VICL-62009            | 64位  | ミニアルバム |
| 2007年3月7日  | Can YA Feel?         | VICL-62257            | 66位  |              |
| 2009年8月19日 | HAPPY! ENJOY! FRESH! | WPZL-30148 WPCL-10732 | 47位  |              |
| 2010年7月28日 | HIP! UP! POP!        | WPZL-30199 WPCL-10837 | 297位 | ミニアルバム |
| 2012年2月29日 | here                 | WPCL-11036            | 圏外  |              |

### 配信限定シングル
| 発売日         | タイトル                                   | 備考                 |
| -------------- | ------------------------------------------ | -------------------- |
| 2006年11月22日 | beauty × beauty                            | iTunes Store         |
| 2007年8月1日   | 20 〜twenty〜                              | iTunes Store         |
| 2011年10月1日  | Tower!                                     | 着うた／iTunes Store |
| 2011年11月23日 | Don't wanna cry（※安室奈美恵のカヴァー曲） | 着うた／iTunes Store |

### 参加作品
- NORISIAM-X『N☆X☆R☆2』（2005年9月21日）
  - M-22「Focus On The Streets (my火リレー) feat. TOMOGEN (DOBERMAN INC), WAYZZY (IMP), MIKU (YA-KYIM), & MOGGY (9 FAR EAST)」
- "E"qual『7 Days』（2006年9月27日）
  - M-5「Dress code feat. YA-KYIM」
- 青山テルマ『DIRTY』（2008年3月26日）
  - M-7「GOOD TIME REMIX feat. MIKU from YA-KYIM」
- オムニバス『Special Calling』（2008年9月10日）
  - M-2「SHAKE IT」　※MIKUのみ
- オムニバス『this is...』（2008年12月10日）
  - M-3「Girls Spacy Healin'」　YA-KYIM & May J.
- The New Classics『STORY』（2009年7月15日）
  - M-2「Dreamland feat. YA-KYIM」

## ミュージック・ビデオ
| 監督                      | 曲名                                                                   |
| 石井貴英                  | 「Elec-Trick」「Hands up」「Happy the globe」「Happy the globe PARTⅡ」 |
| UGICHIN                   | 「Super☆Looper」「さぁ行こう！」                                       |
| 大島貴明                  | 「HAPPY FACE (original ver.)」                                         |
| 須永秀明                  | 「Superstar」「君がいるだけで」                                        |
| 関和亮                    | 「BAKUROCK 〜未来の輪郭線〜」「SHAPE IT UP」                           |
| 西郡勲                    | 「beauty × beauty」                                                    |
| 福居英晃                  | 「コイノヨロコビ」                                                     |
| 古川昌樹                  | 「Don't wanna cry」                                                    |
| みやざきなおや / 鈴木智之 | 「たぶんきっと」(出演:村田莉・舟山久美子)                              |

## タイアップ一覧
| 曲名                       | タイアップ                                                          | 初出                                                             |
| -------------------------- | ------------------------------------------------------------------- | ---------------------------------------------------------------- |
| Happy the globe            | TBS系「COUNT DOWN TV」2005年8月度エンディングテーマ                 | シングル『Happy the globe』                                      |
| Super☆Looper               | テレビ朝日系「キミ犯人じゃないよね?」主題歌                         | シングル『Super☆Looper／"新"呼吸』                               |
| Super☆Looper               | 中京テレビ「スポーツスタジアム」2008年5月度エンディングテーマ       | シングル『Super☆Looper／"新"呼吸』                               |
| "新"呼吸                   | P&G「パンテーン」CMソング                                           | シングル『Super☆Looper／"新"呼吸』                               |
| さぁ行こう!                | テレビ東京系「セレぶり3」主題歌                                     | シングル『君がいるだけで／さぁ行こう! ‐"RESPECT" 4 tracks E.P‐』 |
| たぶんきっと               | 日本テレビ系「音楽戦士 MUSIC FIGHTER」2009年7月度エンディングテーマ | シングル『たぶんきっと／HAPPY FACE (love ver.)』                 |
| たぶんきっと               | テレビ朝日系「FUTURE TRACKS→R」2009年8月度MONTHLY TRACK             | シングル『たぶんきっと／HAPPY FACE (love ver.)』                 |
| たぶんきっと               | 近鉄パッセ「Summer Final Sale」イメージソング                       | シングル『たぶんきっと／HAPPY FACE (love ver.)』                 |
| HAPPY FACE (love ver.)     | ロート製薬「ロートリセ」CMソング                                    | シングル『たぶんきっと／HAPPY FACE (love ver.)』                 |
| Afro Samurai               | ストリートバスケットリーグ「LEGEND」SEASON 8テーマソング            | アルバム『HAPPY! ENJOY! FRESH!』                                 |
| キミがくれたもの           | TBS系「がっちりマンデー!!」2009年7月 - 9月度エンディングテーマ      | アルバム『HAPPY! ENJOY! FRESH!』                                 |
| Tippin'                    | テレビ東京「THE HILLS」テーマソング                                 | アルバム『HAPPY! ENJOY! FRESH!』                                 |
| コイノヨロコビ             | 「PEACH JOHN '09秋号」CMソング                                      | アルバム『HAPPY! ENJOY! FRESH!』                                 |
| HAPPY FACE (original ver.) | ロート製薬「ロートリセ」CMソング                                    | アルバム『HAPPY! ENJOY! FRESH!』                                 |
| HAPPY FACE (original ver.) | フジテレビ系「マツケン・今ちゃん・オセロのGO!GO!サタ」テーマソング  | アルバム『HAPPY! ENJOY! FRESH!』                                 |
| SHAPE IT UP                | GRP第2回GAL川柳テーマソング                                         | ミニアルバム『HIP! UP! POP!』                                    |
| MONSTERS!!!                | ヴィーナスフォート「VenusFort BARGAIN!!!」CMソング                  | ミニアルバム『HIP! UP! POP!』                                    |
| BAKUROCK 〜未来の輪郭線〜  | NHK教育「バクマン。」エンディングテーマ                             | シングル『BAKUROCK 〜未来の輪郭線〜』                            |
| Tower!                     | 全日本タワー協議会 公式テーマソング                                 | 着うた『Tower!』                                                 |

## 出演

### テレビ
- スーパーチャンプル（中京テレビ）
- 超音2〜スーパーミュージック〜（チバテレビ）ゲスト出演

### その他
- 2007年9月30日に日本大学第一中学・高等学校の文化祭に招かれ、曲を披露した。
- 2010年11月25日に携帯デコレーションメールサイト【デコガール】にてYA-KYIMデコメ配信。

## 主なライブ
- 2006年08月18日 - TREASURE052 2006 ～BODY&LOTION SUMMER SURPRISE PARTY～
- 2007年10月28日 - MINAMI WHEEL 2007
- 2008年10月31日 - MINAMI WHEEL 2008
- 2012年07月21日 - 「ASIAN WIND-COOLCORE-」presents Color-i J-POP GIRLS SUMMER LIVE 2012
- 2012年10月08日 - WANNA☆BE 三周年&The Final ～授賞式～